# Artemi Aiguadé Miró
Artemi Aiguadé Miró (Reus, Tarragona, 1889 - México, 1946) fue un político español.

## Biografía
En 1917 resultó elegido concejal en el Ayuntamiento de Reus por el grupo Centre Republicà Catalanista. En 1918 ejerció accidentalmente la alcaldía de Reus . Con el paso de los años se hizo más nacionalista y en 1922 ingresó en Estat Català. Posteriormente pasaría a formar parte de Esquerra Republicana de Catalunya (ERC).
En 1931 fue nombrado director de Correos y posteriormente fue subdelegado del gobierno de la República en la Compañía Transmediterránea.
Tras el estallido de la Guerra Civil, pasó a ser miembro del Comité de Milicias Antifascistas de Cataluña. En septiembre de 1936 fue nombrado conseller de Seguridad Interior en el gobierno de la Generalidad de Cataluña. Durante los siguientes meses se vio impotente para controlar los "paseos" y asesinatos que llevaban a cabo los grupos incontrolados y las Patrullas de Control anarquistas. A partir de abril de 1937 dio orden de desmantelar y desarmar a todos los grupos paramilitares que actuaban en la retaguardia, lo que equivalía a acabar con el poder de la CNT-FAI. A comienzos de mayo autorizó al comisario general de Orden Público Eusebio Rodríguez Salas a que se hiciera con el control del edificio de la Telefónica en Barcelona, cuya centralita telefónica estaba controlada por un comité anarquista e incluso llegaba a intervenir las comunicaciones telefónicas oficiales. Esto provocó un enfrentamiento con la CNT-FAI y fue la chispa que hizo estallar los llamados sucesos de mayo de 1937.
En 1939 hubo de marchar al exilio en Francia, y posteriormente a México, donde falleció en 1946.

## Familia
Era hermano del también político Jaume Aiguadé.